# Leagues Cup 2025
La Leagues Cup 2025 sarà la 5ª edizione della Leagues Cup, la competizione organizzata da Major League Soccer e Liga MX. È iniziata il 29 luglio 2025 e si concluderà il 31 agosto 2025. 
Il detentore del torneo è il Columbus Crew.

## Formato
Per l'edizione 2024 è stata introdotta una fase campionato precedente alla fase ad eliminazione diretta. Durante questa prima fase le squadre sono divise in due gironi (MLS e Liga MX), giocando tre gare contro le squadre dell'altro girone. Le prime quattro classificate di ogni girone ottengono l'accesso alla fase ad eliminazione diretta, che a partire dai quarti di finale determina la squadra vincente.
Come nelle edizioni precedenti, le due finaliste e la terza classificata ottengono la qualificazione per la CONCACAF Champions Cup 2026.

## Squadre partecipanti
Alla competizione prendono parte trentasei squadre: le 18 partecipanti alla Liga MX e altrettante (su un totale di 30) provenienti dalla Major League Soccer. Le squadre della MLS sono quelle che hanno raggiunto i play-off dell'edizione 2024 del campionato, eccezion fatta per il Vancouver Whitecaps, non iscritto alla competizione e sostituito dal San Diego.
| Nazione     |                                      |
| ----------- | ------------------------------------ |
| Stati Uniti | 18 squadre dalla Major League Soccer |
| Messico     | 18 squadre dalla Liga MX             |

## Calendario
Il programma della competizione è il seguente:
| Fase                        | Turno            | Date              |
| --------------------------- | ---------------- | ----------------- |
| Fase campionato             | 1ª Giornata      | 29-31 luglio 2025 |
| Fase campionato             | 2ª Giornata      | 1-3 agosto 2025   |
| Fase campionato             | 3ª Giornata      | 5-7 agosto 2025   |
| Fase a eliminazione diretta | Quarti di Finale | 19-20 agosto      |
| Fase a eliminazione diretta | Semifinali       | 26-27 agosto      |
| Fase a eliminazione diretta | Finale 3° posto  | 31 agosto         |
| Fase a eliminazione diretta | Finale           | 31 agosto         |

## Fase campionato

### Liga MX
|  | Pos. | Squadra           | Pt | G | V | VR | PR | P | GF | GS | DR |
|  | ---- | ----------------- | -- | - | - | -- | -- | - | -- | -- | -- |
|  | 1.   | Toluca            | 8  | 3 | 2 | 1  | 0  | 0 | 6  | 4  | +2 |
|  | 2.   | Pachuca           | 7  | 3 | 2 | 0  | 1  | 0 | 6  | 4  | +2 |
|  | 3.   | Tigres UANL       | 6  | 3 | 2 | 0  | 0  | 1 | 7  | 4  | +3 |
|  | 4.   | Puebla            | 6  | 3 | 2 | 0  | 0  | 1 | 6  | 4  | +2 |
|  | 5.   | Juárez            | 6  | 3 | 1 | 1  | 1  | 0 | 7  | 4  | +3 |
|  | 6.   | Guadalajara       | 5  | 3 | 1 | 1  | 0  | 1 | 4  | 4  | 0  |
|  | 7.   | Mazatlán          | 5  | 3 | 1 | 1  | 0  | 1 | 3  | 3  | 0  |
|  | 8.   | Pumas UNAM        | 5  | 3 | 1 | 1  | 0  | 1 | 5  | 6  | -1 |
|  | 9.   | Atlético San Luis | 5  | 3 | 1 | 1  | 0  | 1 | 4  | 6  | -2 |
|  | 10.  | América           | 5  | 3 | 0 | 2  | 1  | 0 | 6  | 6  | 0  |
|  | 11.  | Necaxa            | 4  | 3 | 1 | 0  | 1  | 1 | 6  | 8  | -2 |
|  | 12.  | Cruz Azul         | 4  | 3 | 0 | 2  | 0  | 1 | 3  | 10 | -7 |
|  | 13.  | Club Tijuana      | 3  | 3 | 1 | 0  | 0  | 2 | 5  | 8  | -3 |
|  | 14.  | Monterrey         | 2  | 3 | 0 | 1  | 0  | 2 | 3  | 6  | -3 |
|  | 15.  | León              | 1  | 3 | 0 | 0  | 1  | 2 | 1  | 4  | -3 |
|  | 16.  | Querétaro         | 0  | 3 | 0 | 0  | 0  | 3 | 1  | 6  | -5 |
|  | 17.  | Atlas             | 0  | 3 | 0 | 0  | 0  | 3 | 3  | 9  | -6 |
|  | 18.  | Santos Laguna     | 0  | 3 | 0 | 0  | 0  | 3 | 2  | 8  | -6 |

Legenda:
      Ammessa ai Quarti di finale.

### Major League Soccer
|  | Pos. | Squadra          | Pt | G | V | VR | PR | P | GF | GS | DR |
|  | ---- | ---------------- | -- | - | - | -- | -- | - | -- | -- | -- |
|  | 1.   | Seattle Sounders | 9  | 3 | 3 | 0  | 0  | 0 | 11 | 2  | +9 |
|  | 2.   | Inter Miami      | 8  | 3 | 2 | 1  | 0  | 0 | 7  | 4  | +3 |
|  | 3.   | LA Galaxy        | 7  | 3 | 2 | 0  | 1  | 0 | 10 | 3  | +7 |
|  | 4.   | Orlando City     | 7  | 3 | 2 | 0  | 1  | 0 | 9  | 3  | +6 |
|  | 5.   | Portland Timbers | 7  | 3 | 2 | 0  | 1  | 0 | 6  | 1  | +5 |
|  | 6.   | Columbus Crew    | 7  | 3 | 2 | 0  | 1  | 0 | 6  | 3  | +3 |
|  | 7.   | Real Salt Lake   | 6  | 3 | 1 | 1  | 1  | 0 | 5  | 4  | +1 |
|  | 8.   | Los Angeles FC   | 6  | 3 | 1 | 1  | 1  | 0 | 4  | 3  | +1 |
|  | 9.   | N.Y. Red Bulls   | 6  | 3 | 1 | 1  | 1  | 0 | 3  | 2  | +1 |
|  | 10.  | Minnesota Utd    | 4  | 3 | 1 | 0  | 1  | 1 | 7  | 6  | +1 |
|  | 11.  | FC Cincinnati    | 4  | 3 | 1 | 0  | 1  | 1 | 6  | 6  | 0  |
|  | 12.  | Colorado Rapids  | 4  | 3 | 1 | 0  | 1  | 1 | 5  | 5  | 0  |
|  | 13.  | Charlotte FC     | 4  | 3 | 1 | 0  | 1  | 1 | 5  | 6  | -1 |
|  | 14.  | Atlanta United   | 3  | 3 | 1 | 0  | 0  | 2 | 7  | 7  | 0  |
|  | 15.  | San Diego        | 3  | 3 | 1 | 0  | 0  | 2 | 5  | 5  | 0  |
|  | 16.  | New York City    | 3  | 3 | 1 | 0  | 0  | 2 | 3  | 5  | -2 |
|  | 17.  | CF Montréal      | 2  | 3 | 0 | 1  | 0  | 2 | 3  | 5  | -2 |
|  | 18.  | Houston Dynamo   | 0  | 3 | 0 | 0  | 0  | 3 | 2  | 8  | -6 |

Legenda:
      Ammessa ai Quarti di finale.